# Andrew Hansson
Andrew Hansson, född 13 oktober 1882 i Örgryte församling, Göteborgs och Bohus län, död 8 juli 1964 i Stockholm, var en svensk tävlingscyklist. Han var i början av 1900-talet Sveriges bäste bancyklist.
Hansson tävlade för Göteborgs VK och vann svenska mästerskap på 1 000 och 5 000 meter 1906–1908 samt deltog vid Olympiska sommarspelen 1906 i Aten och Olympiska sommarspelen 1908 i London. I Aten vann han trösttävlingen på 1000 meter, och i London kvalificerade han sig till finalen på 20 och 100 km men punkterade i båda loppen. Åren 1909–1913 tävlade han som professionell på kontinentala banor men nådde aldrig märkligare placeringar. Han var 1917 och 1919 medlem av Svenska Velocipedförbundets styrelse. Han var även verksam som tjänsteman i Stockholm.